# Josenildo Inácio
Antonio Josenildo Inacio da Silva (Cruzeiro do Sul, 4 de fevereiro de 1973), mais conhecido como Josa da Farmacia, é um empresário e político brasileiro filiado ao Podemos (PODE). Atualmente, exerce seu segundo mandato como deputado estadual do Acre.
Em 20 de dezembro de 2018, o deputado foi alvo da "Operação Sufrágio", deflagrada pela Polícia Federal, e que investiga a compra de votos por políticos de Cruzeiro do Sul no Acre.